# كيري أوكوين
كيري أوكوين (بالإنجليزية: Kerry O'Quinn)‏ هو كاتب أمريكي، ولد في 19 أغسطس 1938 في أوستن في الولايات المتحدة.

## وصلات خارجية
- الموقع الرسمي
- كيري أوكوين على موقع IMDb (الإنجليزية)